# Mộc lan Ford
Mộc lan Ford hay còn gọi là vàng tâm, giổi ford, dạ hợp ford (danh pháp hai phần: Magnolia fordiana Hu, 1924, đồng nghĩa: Manglietia fordiana (Hemsl.) Oliv., 1891) là một loài cây gỗ thuộc họ Mộc lan (Magnoliaceae).

## Mô tả
Cây gỗ nhỡ thường xanh, cao tới 25 m, đôi khi tới 30 m, đường kính thân cây khoảng 45 cm. Vỏ màu xám trắng, thịt vàng nhạt, dày 1 cm. Cành non, lá non có lông tơ màu nâu đỏ. Phiến lá chất da, dày, hình mác hoặc bầu dục dài, đầu lá vát có mũi nhọn, gốc lá hình nêm từ men cuống, mép lá nguyên. Phiến lá có chiều dài 8–17 cm, rộng 2,5-5,5 cm, mặt dưới có 8-17 cặp gân phụ. Cuống lá dài 1 – 3 cm, có lông phủ màu nâu đỏ, lá kèm khi rụng để lại sẹo trên cuống lá dạng nửa hình ê-lip dài 3–5 mm. Hoa lưỡng tính, mọc đơn độc ở đầu cành. Hoa cao 5–7 cm, rộng 3–4 cm, cuống hoa dài 0,5–1 cm, trên cuống hoa có vết sẹo nhỏ do lá kèm bao hoa để lại. Tràng hoa màu trắng, có 9 lá tràng xếp thành 3 lớp. Cánh tràng hoa xếp lớp ngoài cùng thường hình trứng cao 5–7 cm, rộng 3–4 cm; cánh tràng hoa của 2 lớp bên trong kích thước bé hơn lớp ngoài cùng, thường cao 4–6 cm, rộng 2–3 cm cũng hình trứng. Hoa có nhị nhiều, màu đỏ, nhị cao 1 cm, bao phấn đường kính 0,8mm. Nhụy cao 1,5-2,5 cm, bầu nhụy nhô cao, lá noãn nhiều (từ 18-32), xếp xoắn ốc, mỗi lá noãn chứa 5-10 noãn. Mùa hoa tháng 4-5, mùa quả tháng 9-10. Quả hình trứng hoặc bầu dục màu nâu, dài 2–6 cm, gồm nhiều đại. Phân quả đại chất thịt, màu đỏ thẫm; lúc chín hóa gỗ, màu tím, ngoài có nhiều mụn lồi, đấu tròn hay có mũi nhọn nhỏ rất ngắn. Tái sinh bằng hạt. tốc độ tăng trưởng trung bình

## Phân bổ
Cây mọc rải rác trong rừng nhiệt đới hoặc cận nhiệt đới ẩm trên núi, trên các sườn đồi trong rừng và bờ sông. Cây trung tính, đôi khi thuộc tầng ưu thế tán rừng, lúc nhỏ ưa bóng, ưa đất hơi chua, ẩm, màu mỡ và sinh trưởng tốc độ trung bình.
Phân bố chủ yếu ở đai cao từ 300 - 1.200m ở miền nam Trung Quốc (nam An Huy, Phúc Kiến, Quảng Đông, Quảng Tây, Quý Châu, Hải Nam, Hồ Nam, Giang Tây, Vân Nam, Chiết Giang) và rải rác ở Việt Nam (theo IUCN là có thể có ở Việt Nam) như tại Lào Cai, Hà Giang, Tuyên Quang, Nghệ An, Quảng Bình.
Magnolia fordiana được Sách đỏ IUCN xếp vào loại ít quan tâm vì nó có một phân bố rộng ở Trung Quốc. Không có dữ liệu công khai, hay là thông tin xác nhận về sự phân bổ tại Việt Nam và các mối đe dọa và số lượng chưa được biết rõ.

## Phân loài,thứ
- Magnolia fordiana var. calcarea (X.H.Song) V.S.Kumar, Kew Bull. 61: 184 (2006).
- Magnolia fordiana var. fordiana là thứ có ở Việt Nam.
- Magnolia fordiana var. forrestii (W.W.Sm. ex Dandy) V.S.Kumar, Kew Bull. 61: 184 (2006).
- Magnolia fordiana var. hainanensis (Dandy) Noot., Fl. China 7: 49 (2008).

## Sử dụng
Cây có yếu tố đáng quan tâm về điều kiện lâm học khoanh nuôi tái sinh các trạng thái rừng thứ sinh nghèo kiệt hoặc rừng sau khai thác còn tích chất đất rừng. Có hoa to đẹp nên loài này có thể dùng làm cây xanh cảnh quan công viên hoặc vườn thực vật ở vùng có điều kiện tương thích sinh thái, ít khi trồng ven đường phố. Dùng trong y học và lấy gỗ. Gỗ tốt, thơm, khó mối mọt, khi khô không nẻ cũng không biến dạng, dùng đóng đồ dùng gia đình, làm đồ mỹ nghệ, chạm khắc, văn phòng phẩm. Gỗ lõi có giá trị hơn và thường được quan tâm như là thứ gỗ vàng tâm.